# Torrecilla de los Ángeles
Torrecilla de los Ángeles és un municipi de la província de Càceres, a la comunitat autònoma d'Extremadura (Espanya).

## Demografia
| 2001 | 2002 | 2003 | 2004 | 2005 | 2006 |
| ---- | ---- | ---- | ---- | ---- | ---- |
| 757  | 768  | 745  | 723  | 720  | 708  |